# Lunar Polar Hydrogen Mapper
Lunar Polar Hydrogen Mapper, o LunaH-Map, es uno de los 13 CubeSat que se espera poder lanzar junto con la Exploration Mission 1 en el año 2019. Junto con el nanosatélite Lunar IceCube y el CubeSat Lunar Flashlight, LunaH-Map detectará lugares donde sea posible la presencia de agua congelada en la Luna. La Universidad Estatal de Arizona comenzó a desarrollar LunaH-Map después de que firmara un contrato con la NASA a principios de 2015. El equipo que lo desarrolla está formado por aproximadamente 20 profesionales y estudiantes que están siendo dirigidos por Craig Hardgrove, el investigador principal.

## Objetivo
El principal objetivo de LunaH-Map es hacer un mapa sobre la superficie del polo sur de la Luna de la cantidad de hidrógeno existente hasta una profundidad de un metro. Estacionado sobre una órbita polar alrededor de la Luna, con su periapsis ubicada cerca del polo sur de la Luna, pasando inicialmente por encima del cráter Shackleton. La sonda realizará un mapa de alta resolución representando la distribución de compuestos ricos en hidrógeno, como el agua, en esta región de la Luna y completará los mapas menos precisos realizados en misiones anteriores. Esta información se puede utilizar para mejorar la comprensión científica de cómo se crea y se disemina el agua en todo el Sistema Solar o si se utiliza en futuras misiones tripuladas para el soporte vital y la producción de combustible.
Esta sonda, junto con otras misiones CubeSat de larga distancia como Mars Cube One, servirán para probar tecnologías para incluir CubeSats en otras misiones interplanetarias.

## Historia
LunaH-Map fue concebida en una discusión entre Craig Hardgrove y el futuro ingeniero jefe de la misión, Igor Lazbin, sobre problemas con la resolución espacial de varios detectores de neutrones en uso alrededor de Marte. Instrumentos como Dynamic Albedo of Neutrons en el rover Curiosity solo pueden realizar mediciones de aproximadamente 3 metros (9,8 pies) de radio entre las ruedas traseras del rover, mientras que en los detectores de neutrones en órbita, como el High Energy Neutron Detector en la sonda Mars Odyssey, puede proporcionar mapas grandes pero inexactos en cientos de kilómetros cuadrados. Problemas similares están presentes en los mapas actuales de existencia de hidrógeno en la Luna, por lo que Hardgrove diseñó LunaH-Map para orbitar más cerca del polo sur lunar que las embarcaciones anteriores para mejorar la resolución de estos mapas.
En abril de 2015, Hardgrove reunió un equipo compuesto por miembros de varias instituciones gubernamentales, académicas y privadas y redactó una propuesta para la NASA. A principios de 2015 LunaH-Map fue uno de los dos CubeSats elegidos por la Science Mission Directorate de la NASA.

## Hardware
Debido al alcance de esta misión, es necesario tener en cuenta las posibilidades de los componentes. Los CubeSats típicos de baja órbita terrestre (LEO) pueden usar componente "desfasados" o partes disponibles en el mercado para otros usos, pero debido a que LunaH-Map está destinado a funcionar más tiempo y viajar más allá que la mayoría de las misiones LEO CubSat, el funcionamiento de las partes disponibles en el mercado no son del todo de confianza durante la duración de la misión sin modificaciones. Además, a diferencia que la mayoría de los CubeSats convencionales, LunaH-Map tendrá que navegar a su órbita prevista después de abandonar la lanzadera espacial, por lo que tendrá que estar equipado también con su propio sistema de propulsión.
Uno de los instrumentos principales será el detector de neutrones de centelleo compuesto de elpasolita (Cs2YLiCl6:Ce or CLYC). Este material es un centelleador, que se ilumina mensurablemente cuando interactúa con neutrones térmicos y epitermales. El detector de neutrones de LunaH-Map estará compuesto por un conjunto de dieciséis escintiladores CLYC de 2,5 × 2,5 × 2 cm.